# Micropholcus
Genre
Synonymes
- Mariguitaia González-Sponga, 2004

Micropholcus est un genre d'araignées aranéomorphes de la famille des Pholcidae.

## Distribution
Les espèces de ce genre se rencontrent en Amérique, en Asie et en Afrique du Nord sauf Micropholcus fauroti qui est subcosmopolite par introduction.

## Liste des espèces
Selon World Spider Catalog (version 25.5, 04/10/2024) :
- Micropholcus abha Huber, 2024
- Micropholcus agadir (Huber, 2011)
- Micropholcus alfara Huber, 2024
- Micropholcus baoruco (Huber, 2006)
- Micropholcus bashayer Huber, 2024
- Micropholcus brazlandia (Huber, Pérez & Baptista, 2005)
- Micropholcus bukidnon Huber, 2024
- Micropholcus crato Huber, Carvalho & Benjamin, 2014
- Micropholcus dalei (Petrunkevitch, 1929)
- Micropholcus darbat Huber, 2024
- Micropholcus delicatulus (Franganillo, 1930)
- Micropholcus dhahran Huber, 2024
- Micropholcus evaluna (Huber, Pérez & Baptista, 2005)
- Micropholcus fauroti (Simon, 1887)
- Micropholcus ghar Huber, 2024
- Micropholcus harajah Huber, 2024
- Micropholcus hispaniola (Huber, 2000)
- Micropholcus jacominae Deeleman-Reinhold & van Harten, 2001
- Micropholcus jamaica (Huber, 2000)
- Micropholcus khenifra Huber, Lecigne & Lips, 2024
- Micropholcus maysaan Huber, 2024
- Micropholcus pataxo (Huber, Pérez & Baptista, 2005)
- Micropholcus piaui Huber, Carvalho & Benjamin, 2014
- Micropholcus piracuruca Huber, Carvalho & Benjamin, 2014
- Micropholcus shaat Huber, 2024
- Micropholcus tanomah Huber, 2024
- Micropholcus tegulifer Barrientos, 2019
- Micropholcus toma (Huber, 2006)
- Micropholcus ubajara Huber, Carvalho & Benjamin, 2014

## Systématique et taxinomie
Ce genre a été décrit par Deeleman-Reinhold et Prinsen en 1987 dans les Pholcidae.
Mariguitaia a été placé en synonymie par Huber en 2009.

## Publication originale
- Deeleman-Reinhold & Prinsen, 1987 : « Micropholcus fauroti (Simon) n. comb., a pantropical, synanthropic spider (Araneae: Pholcidae). » Entomologische Berichten, vol. 47, p. 73-77 (en).